# Sân bay Ishigaki mới
Sân bay Ishigaki mới (新石垣空港 Shin-Ishigaki Kūkō), (IATA: ISG, ICAO: ROIG), cũng có tên là Sân bay Painushima Ishigaki (南ぬ島石垣空港 Painushima Ishigaki Kūkō, "Sân bay Ishigaki Đảo Nam"), là một sân bay khu vực nằm ở quận Shiraho của Ishigaki, Okinawa Ishigaki, tỉnh Okinawa, Nhật Bản. Sân bay nằm gần bờ biển phía đông của đảo Ishigaki. Nó kết nối hòn đảo với các thành phố lớn ở Nhật Bản cũng như các điểm đến trên khắp tỉnh Okinawa và quần đảo Yaeyama. Sân bay Ishigaki mới được xây dựng để thay thế sân bay Ishigaki, với đường băng ngắn hơn chỉ 1500 m, không thể phục vụ các máy bay lớn hơn.
Hoạt động tại sân bay Ishigaki đã ngừng vào nửa đêm ngày 6 tháng 3 năm 2013 và sân bay Ishigaki mới khai trương vào ngày 7 tháng 3 năm 2013.

## Vị trí

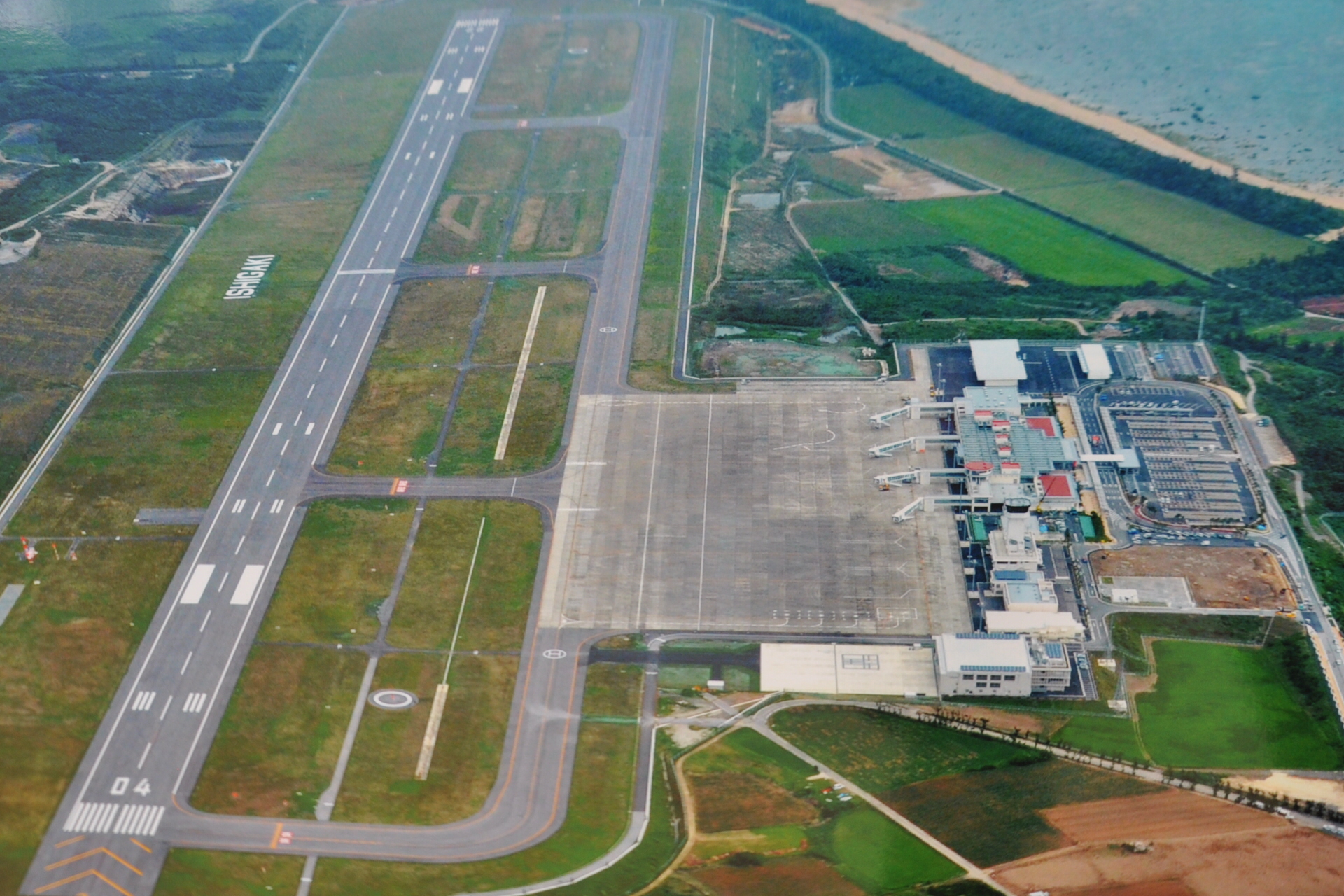
Sân bay Ishigaki mới nhìn từ trên cao

Sân bay Ishigaki mới nằm ở bờ phía đông của đảo Ishigaki (221 kilômét vuông (85 dặm vuông Anh)). Sân bay có cự ly khoảng 430 kilômét (270 mi) phía tây nam của Đảo Okinawa. Quần đảo Yaeyama được kiểm soát theo truyền thống từ quận phía nam của hòn đảo, và vẫn là hòn đảo chính của nhóm.
Sân bay đóng vai trò là trung tâm vận chuyển cho các đảo xung quanh Miyako, Yonaguni, Hateruma, và Tarama. Sân bay cũng kết nối Ishigaki với Tokyo (qua sân bay Haneda), Nagoya, Osaka, Hiroshima, và Fukuoka. Ishigaki chỉ cách 40 phút bay với sân bay quốc tế Đào Viên Đài Loan (TPE) ở Đài Loan. Ishigaki hiện đang có các chuyến bay theo mùa đến Đài Loan.
Sân bay Ishigaki mới nằm ở độ cao 31 mét (102 ft) trên mực nước biển ở quận Shiraho của Ishigaki. Sân bay nằm cách trung tâm thành phố Ishigaki khoảng 30 phút đi xe hơi (tức là, cảng Ishigaki).

## Hạ tầng
Sân bay Ishigaki mới có diện tích 143 hécta (350 mẫu Anh). Sân bay có một đường băng dài 2.000 mét (6.600 ft) và rộng 45 mét (148 ft). Sân bay có một nhà ga rộng 12.560 mét vuông (135.200 foot vuông). Tầng đầu tiên của nhà ga được sử dụng để nhận phòng và nhận hành lý. Tầng thứ hai được sử dụng làm lối vào, tầng thứ ba để quản lý cơ sở và tầng thứ tư làm tầng quan sát. Sân bay Ishigaki mới hoạt động 11 giờ một ngày, từ 8 giờ sáng đến 7 giờ tối.

## Quản lý
Theo  Luật sân bay năm 1956 Sân bay Ishigaki mới ban đầu được phân loại là Sân bay khu vực (sân bay cũ được phân loại là sân bay hạng ba). Theo một bài báo ngày 4 tháng 9 năm 2013, trên trang Yaeyama Mainichi Shinbun (một trong những tờ báo ở Ishigaki), sân bay hiện được phân loại là Sân bay Quốc tế, có nghĩa là các hãng vận tải Đài Loan sẽ thay đổi từ một hệ thống cung cấp những gì họ gọi "chuyến bay điều lệ thông thường" để cung cấp các chuyến bay theo lịch trình thường xuyên.
Sân bay Ishigaki mới được xây dựng bởi chính quyền tỉnh Okinawa với chi phí 45,1 nghìn tỷ yên. Sân bay có 24 khách thuê, chủ yếu là các nhà hàng và cửa hàng lưu niệm hoạt động tại địa phương.

## Lịch sử

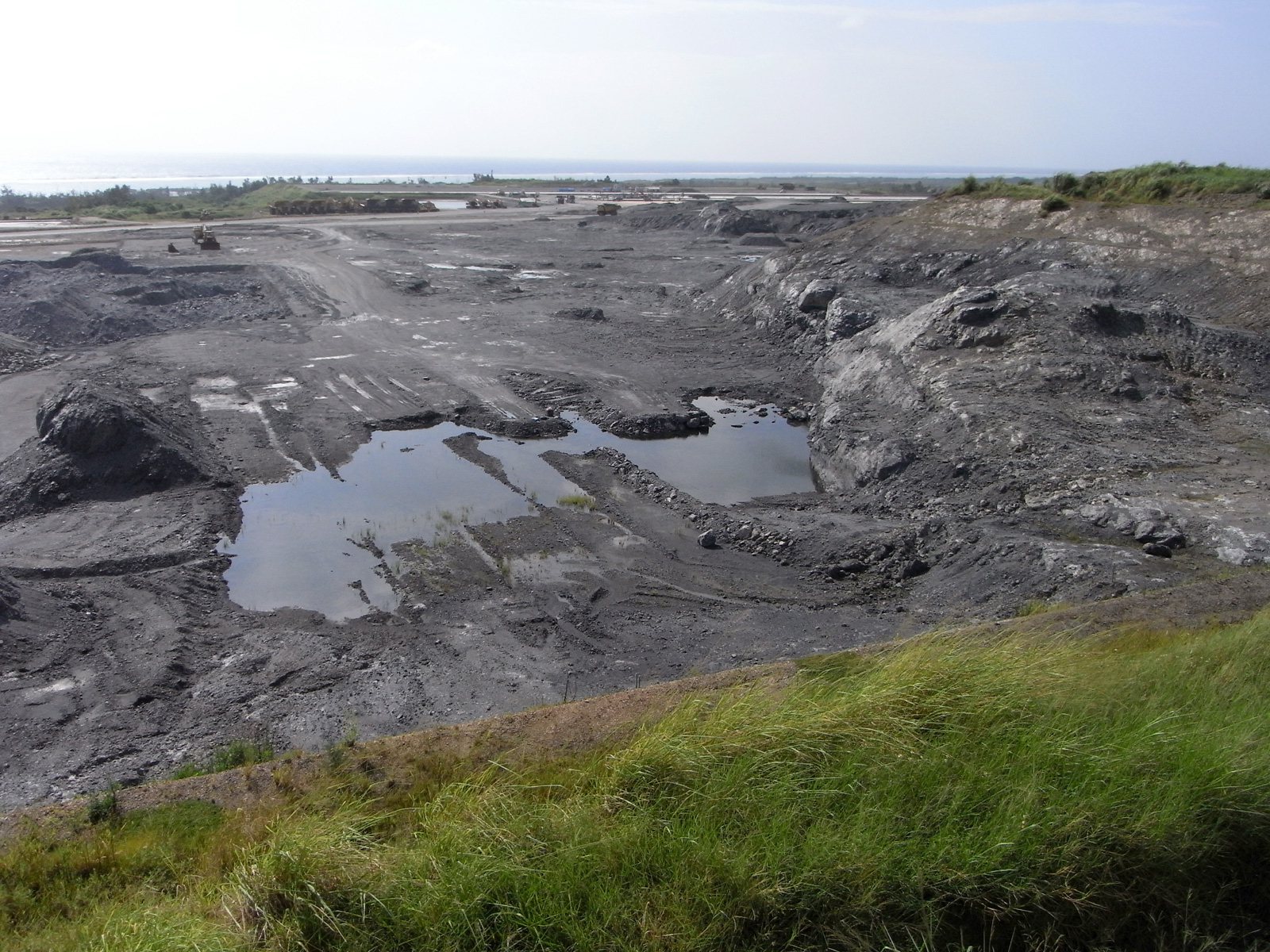
Công trường xây dựng sân bay Ishigaki mới vào năm 2009

Sân bay Ishigaki mới thay thế sân bay Ishigaki, ban đầu được xây dựng trong tThế chiến II là một phi đạo quân sự của Quân đội Đế quốc Nhật Bản. Lao động Triều Tiên được sử dụng để xây dựng phi đạo quân sự. Đường băng được xây dựng ở quận Maezato và Ōhama của Ishigaki, và được khai trương vào tháng 9 năm 1942. Đường băng được sử dụng để triển khai các đơn vị kamikaze để tấn công các tàu Mỹ neo đậu ngoài khơi đảo Okinawa trong trận Okinawa.
Sau Thế chiến II, phi đạo đã được sửa chữa, và cuối cùng được chuyển đổi sang sử dụng chung cho dân sự / quân sự vào năm 1956, và các chuyến bay thương mại đến Ishigaki bắt đầu vào ngày 16 tháng 6 năm đó. Sân bay mới được xây dựng để thay thế Sân bay Ishigaki, có đường băng chỉ 1.500 mét (4.900 ft), và thường có thể chứa các máy bay phản lực nhỏ, điển hình là một chiếc Boeing 737 chở 150 khách. Kế hoạch ban đầu kêu gọi một sân bay sẽ được xây dựng trên bãi rác rộng lớn ngoài khơi phía đông của hòn đảo thuộc quận Shiraho. Kế hoạch cho một sân bay mới trên đảo Ishigaki bắt đầu từ năm 1979.
Cư dân Shiraho phản đối việc xây dựng sân bay New Ishigaki, trong số những lý do khác, do lo ngại về sự phá hủy của rạn san hô Shiraho. Rạn san hô 10 kilômét (6,2 mi) là nhà của hơn 120 loài san hô và là một trong những rạn san hô đa dạng nhất ở Nhật Bản và được Quỹ Động vật hoang dã Thế giới đặt tên là một trong những rạn san hô "Toàn cầu 200". Huyện Shiraho và rạn san hô của nó được bảo vệ như một phần của Công viên quốc gia Iriomote-Ishigaki (205,69 kilômét (79,42 sq mi) [tranh luận: một trong những khu vực], bao gồm cả vùng đất và vùng biển thuộc quần đảo Yaeyama. Rạn san hô Shiraho đặc biệt dễ bị phá hủy bởi đất sét đỏ thải ra từ các con sông nhỏ và chất thải khác từ đảo Ishigaki. Kế hoạch này đã bị từ bỏ vào năm 1989.
Một kế hoạch thứ hai, cuối cùng đã được thông qua, kêu gọi sân bay được xây dựng trong đất liền từ bờ biển, sử dụng cả đất nông nghiệp và khai quật một phần từ Karadake, nổi bật 135,9 mét (446 ft) ] ngọn đồi trên phong cảnh tương đối bằng phẳng của đảo Ishigaki. Xây dựng trên sân bay mới bắt đầu vào năm 2006 với việc khai quật Karadake. 270.000 ha² đất từ Karadake đã bị loại bỏ, thay đổi đáng kể diện mạo của cảnh quan Shiraho. Việc khai quật Karadake đặt ra mối đe dọa tiếp tục đối với rạn san hô Shiraho. Ngọn đồi bao gồm đất sét đỏ và việc thải đất từ cuộc khai quật đã gây ra một mối đe dọa nghiêm trọng về sự phá hủy của rạn san hô.
Các phế tích thi thể người, hiện được gọi là Di tích hang Shiraho Saonetabaru, được phát hiện tại địa điểm này ngay sau khi bắt đầu xây dựng trên sân bay. Xương từ đầu, chân, cánh tay của con người đã được tìm thấy và có niên đại từ Thời đại Cổ sinh, và có tuổi đời khoảng 24.000 năm. Hài cốt có thể là hài cốt người lâu đời nhất được tìm thấy ở Nhật Bản. Công việc tại khu khảo cổ đã kết thúc bằng việc khai trương sân bay vào năm 2013.
Như một chương trình khuyến mãi trước khi khai trương sân bay và thịt bò Ishigaki được sản xuất tại địa phương, một con kebab khổng lồ đã được xây dựng trên khu vực xây dựng của sân bay mới. Sự lắp ráp của kebab đòi hỏi nỗ lực của 1.700 cư dân và khách du lịch, và cuối cùng đo được 107,6 mét (353 ft) [Thay đổi: tính toán tổng hợp] về chiều dài. Thịt kebab đã được chứng nhận kỷ lục Guinness thế giới, đánh bại kỷ lục trước đây được xây dựng ở  Liban.
Sân bay Ishigaki mới được chỉ định là Sân bay khu vực (地方管理空港 Chihō Kanri Kūkō) Theo Luật sân bay của Nhật Bản. Một buổi lễ khai trương sân bay đã được tổ chức vào ngày 2 tháng 3 năm 2013. Hoạt động tại sân bay Ishigaki đã ngừng vào nửa đêm ngày 6 tháng 3 năm 2013 và các thiết bị sân bay như xe đẩy hành lý và thiết bị xử lý đã được chở qua đảo qua đêm. Sân bay Ishigaki mới chính thức bắt đầu hoạt động lúc 12 giờ sáng, ngày 7 tháng 3 năm 2013.

## Các hãng hàng không và điểm đến

### Hành khách
| Hãng hàng không                                       | Các điểm đến                                                  |
| ----------------------------------------------------- | ------------------------------------------------------------- |
| All Nippon Airways                                    | Nagoya–Centrair, Osaka–Kansai, Tokyo–Haneda Theo mùa: Fukuoka |
| All Nippon Airways vận hành bởi ANA Wings             | Miyako, Naha                                                  |
| China Airlines                                        | Theo mùa: Taipei–Taoyuan                                      |
| HK Express                                            | Hong Kong                                                     |
| Japan Airlines vận hành bởi Japan Transocean Air      | Osaka, Kansai, Miyako, Naha, Tokyo-Haneda, Yonaguni           |
| Japan Transocean Air vận hành bởi Ryukyu Air Commuter | Miyako, Naha, Yonaguni                                        |
| Peach                                                 | Osaka–Kansai                                                  |
| Solaseed Air                                          | Naha                                                          |
| Vanilla Air                                           | Naha, Tokyo–Narita                                            |

## Giao thông vận tải mặt đất
Sân bay Ishigaki mới được kết nối với các khu vực khác của đảo Ishigaki bằng xe buýt và taxi. Ishigaki được phục vụ bởi Công ty xe buýt Azuma. Ngoài ra, dịch vụ cho thuê xe hơi có sẵn tại sân bay. Sân bay nằm dọc theo đường tỉnh Okinawa 39, đi qua bờ biển phía đông và phía nam của hòn đảo.